# Артен (Белуно)
Артен (итал. Arten) је насеље у Италији у округу Белуно, региону Венето.
Према процени из 2011. у насељу је живело 930 становника. Насеље се налази на надморској висини од 306 м.